# Desmanthus covillei
Desmanthus covillei är en ärtväxtart som först beskrevs av Nathaniel Lord Britton och Joseph Nelson Rose, och fick sitt nu gällande namn av Billie Lee Turner. Desmanthus covillei ingår i släktet Desmanthus och familjen ärtväxter. Inga underarter finns listade i Catalogue of Life.